# Shaka Hislop
Neil Shaka Hislop (Hackney, Engeland, 22 februari 1969) is een oud-voetbalkeeper uit Trinidad en Tobago.
Hislop was de keeper van het nationale team van Trinidad en Tobago. Hij is 1.98 meter lang. Hislop ging met Trinidad en Tobago naar het WK 2006 in Duitsland. Hij heeft voor het Engelse voetbalelftal onder 21 gespeeld, daarna koos hij voor Trinidad en Tobago. Hislop ging naar het St Mary's High School in Trinidad en Tobago, later naar de Howard University in de Verenigde Staten.
Na een avontuur bij Portsmouth keerde Hislop in het seizoen 2005/2006 terug bij West Ham United. In het seizoen 2006/2007 speelde hij bij FC Dallas.

## Huidige carrière
In 2008 begon Hislop een wekelijks blog op de website van de Britse krant The Guardian over de Major League Soccer. Anno 2009 werkt Hislop voor ESPN als commentator.

## Erelijst
Reading FC
- Reading Player of the Year

1994–1995
 Portsmouth
- Football League First Division

2003